# История почты и почтовых марок Кении
История почты и почтовых марок Кении описывает развитие почтовой связи в Кении.

## Выпуски почтовых марок

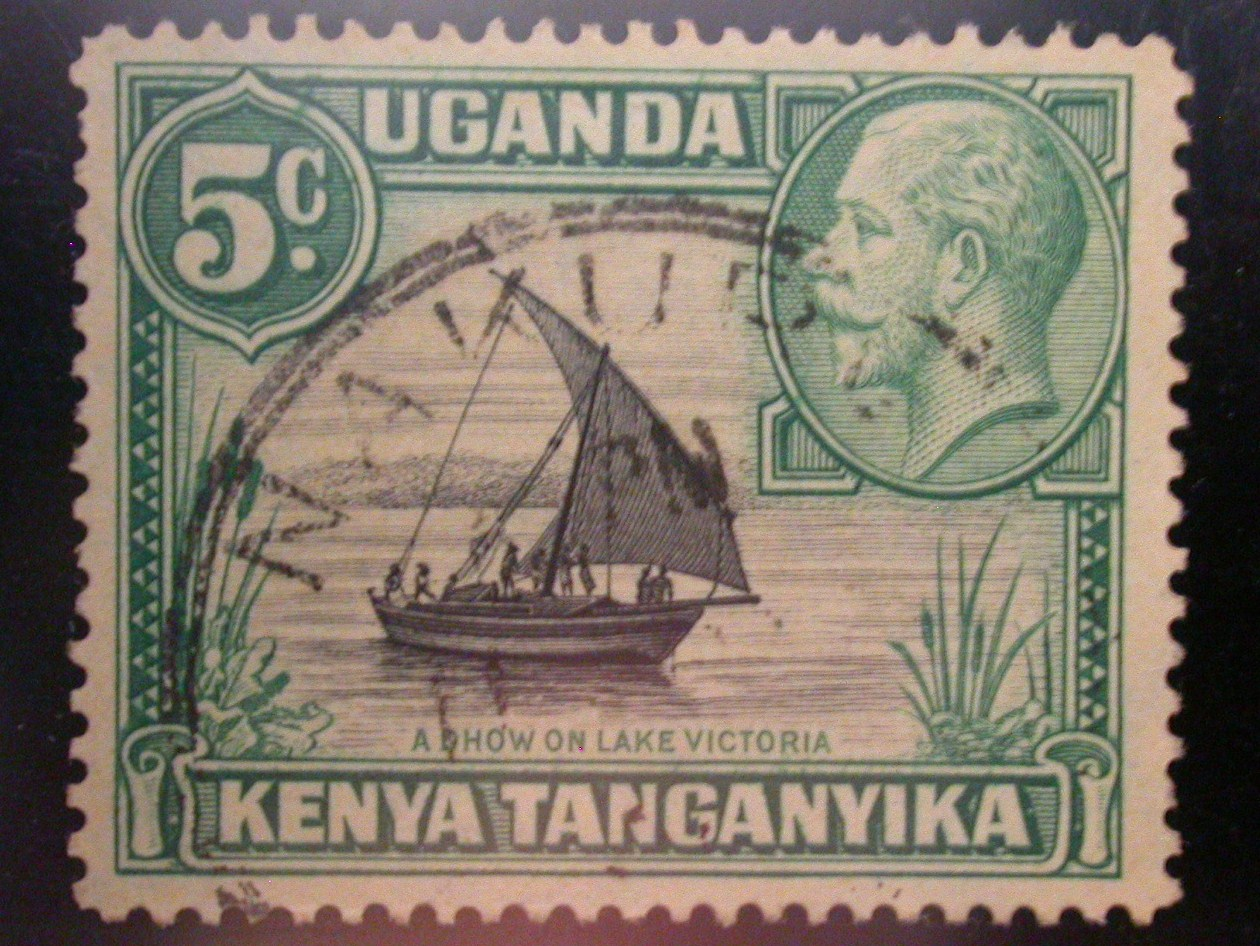
История почты и почтовых марок Кении, Уганды и Танганьики (1935)

### Колониальный период
До получения независимости на территории Кении в обращении были почтовые марки следующих колониальных администраций:
- Британской Восточно-африканской компании (1890—1895),
- Британской Восточной Африки (1895—1903),
- протекторатов Восточная Африка и Уганда (1903—1922),
- Кении и Уганды (1922—1935) и Кении, Уганды и Танганьики[англ.]/Танзании (1935—1976).

### Независимость

#### Первые марки
Первые почтовые марки независимой Кении были выпущены 12 декабря 1963 года. См. commons:Category:Stamps of Kenya, 1963.

#### Последующие выпуски
В 1975 году появилась стандартная марка высокого номинала в 40 шиллингов.